# Resuscitatieve thoracotomie

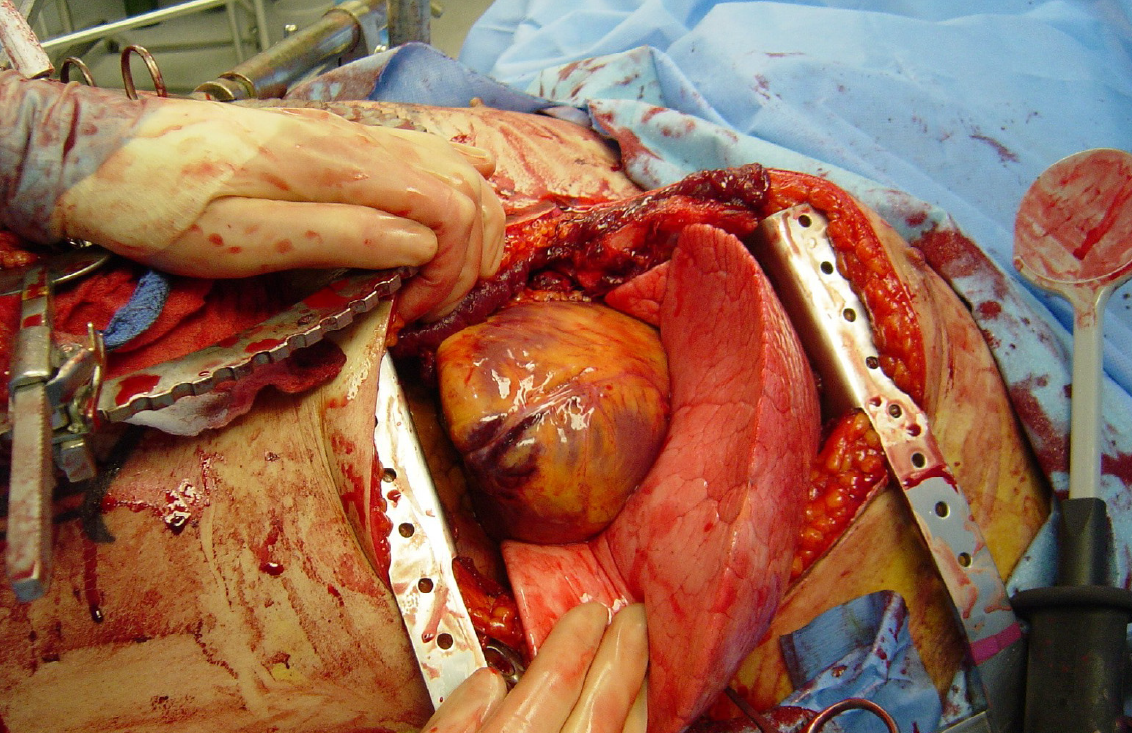
Een resuscitatieve thoracotomie, waarbij toegang is verkregen tot het hart en de linkerlong

Een resuscitatieve thoracotomie (ook wel spoedthoracotomie of levensreddende thoracotomie genoemd) is een thoracotomie die wordt uitgevoerd als laatste behandelingsoptie om patiënten die ten gevolge van ernstig borst- of buikletsel in een circulatiestilstand zijn beland weer tot leven te wekken. De procedure maakt directe toegang tot de borstkas mogelijk, waardoor onder andere het hart gestabiliseerd kan worden.
Voor de meeste patiënten die deze ingreep ondergaan is het vaak tevergeefs; het overlevingspercentage is erg laag.